# Nuoto ai Giochi della XXVIII Olimpiade - 1500 metri stile libero maschili

## Record
Prima di questa competizione, il record del mondo (WR) e il record olimpico (OR) erano i seguenti.
| Record mondiale | 14'34"56 | Grant Hackett Australia | 29 luglio 2001 Fukuoka, Giappone    |
| Record olimpico | 14'48"33 | Grant Hackett Australia | 23 settembre 2000 Sydney, Australia |

Durante l'evento sono stati migliorati i seguenti record:
| Data | Evento | Atleta        | Nazione   | Tempo    | Record          |
| ---- | ------ | ------------- | --------- | -------- | --------------- |
|      | Finale | Grant Hackett | Australia | 14'43"40 | Record olimpico |

## Batterie
Si sono svolte 5 batterie di qualificazione. I primi 8 atleti si sono qualificati direttamente per la finale.

### 1ª batteria
1. Charnvudth Saengsri, Thailandia 15:54.46
2. Giancarlo Zolezzi, Cile 16:00.52
3. Yi-Khy Saw, Malaysia 16:06.38

### 2ª batteria
1. Oussama Mellouli, Tunisia 15:18.98
2. Petar Stoychev, Bulgaria 15:28.32
3. Juan Martin Pereyra, Argentina 15:53.29
4. Moss Burmester, Nuova Zelanda 15:56.42
5. Nenad Buljan, Croazia 15:56.54
6. Tong Xin, Cina 16:10.43
7. Juan Carlos Miguel Mendoza, Filippine 16:26.52

### 3ª batteria
1. David Davies, Gran Bretagna 14:57.03 -Q
2. Dragoș Coman, Romania 15:06.33 -Q
3. Graeme Smith, Gran Bretagna 15:07.45 -Q
4. Takeshi Matsuda, Giappone 15:16.42
5. Erik Vendt, Stati Uniti 15:22.00
6. Andrew Hurd, Canada 15:28.71
7. Alexey Filipets, Russia 15:30.05
8. Sung-Mo Cho, Corea del Sud 15:43.43

### 4ª batteria
1. Larsen Jensen, Stati Uniti 15:03.75 -Q
2. Igor Chervynskyi, Ucraina 15:12.58
3. Nicolas Rostoucher, Francia 15:13.56
4. Bojan Zdesar, Slovenia 15:31.57
5. Thomas Lurz, Germania 15:33.81
6. Gergő Kis, Ungheria 15:38.06
7. Christian Minotti, Italia 15:39.31
8. Georgios Diamantidis, Grecia 16:06.31

### 5ª batteria
1. Yuri Prilukov, Russia 15:01.02 -Q
2. Grant Hackett, Australia 15:01.89 -Q
3. Spyridōn Gianniōtīs, Grecia 15:03.87 -Q
4. Craig Stevens, Australia 15:09.54 -Q
5. Paweł Korzeniowski, Polonia 15:11.62
6. Christian Hein, Germania 15:15.42
7. Ricardo Monasterio, Venezuela 15:20.89
8. Fernando Costa, Portogallo 15:32.55

## Finale
1. Grant Hackett, Australia 14:43.40
2. Larsen Jensen, Stati Uniti 14:45.29
3. David Davies, Gran Bretagna 14:45.95
4. Yuri Prilukov, Russia 14:52.48
5. Spyridon Gianniotis, Grecia 15:03.69
6. Graeme Smith, Gran Bretagna 15:09.71
7. Dragos Coman, Romania 15:10.21
8. Craig Stevens, Australia 15:13.66